# Clitoria fairchildiana
Clitoria fairchildiana là loài thực vật thuộc chi Clitoria được tìm thấy ở Campina Grande, Brazil.
Các hoạt chất rotenoid clitoriacetal, stemonacetal, 6-deoxyclitoriacetal, 11-deoxyclitoriacetal, 9-demethylclitoriacetal và stemonal đã được phân lập từ C. fairchildiana.

## Hình ảnh

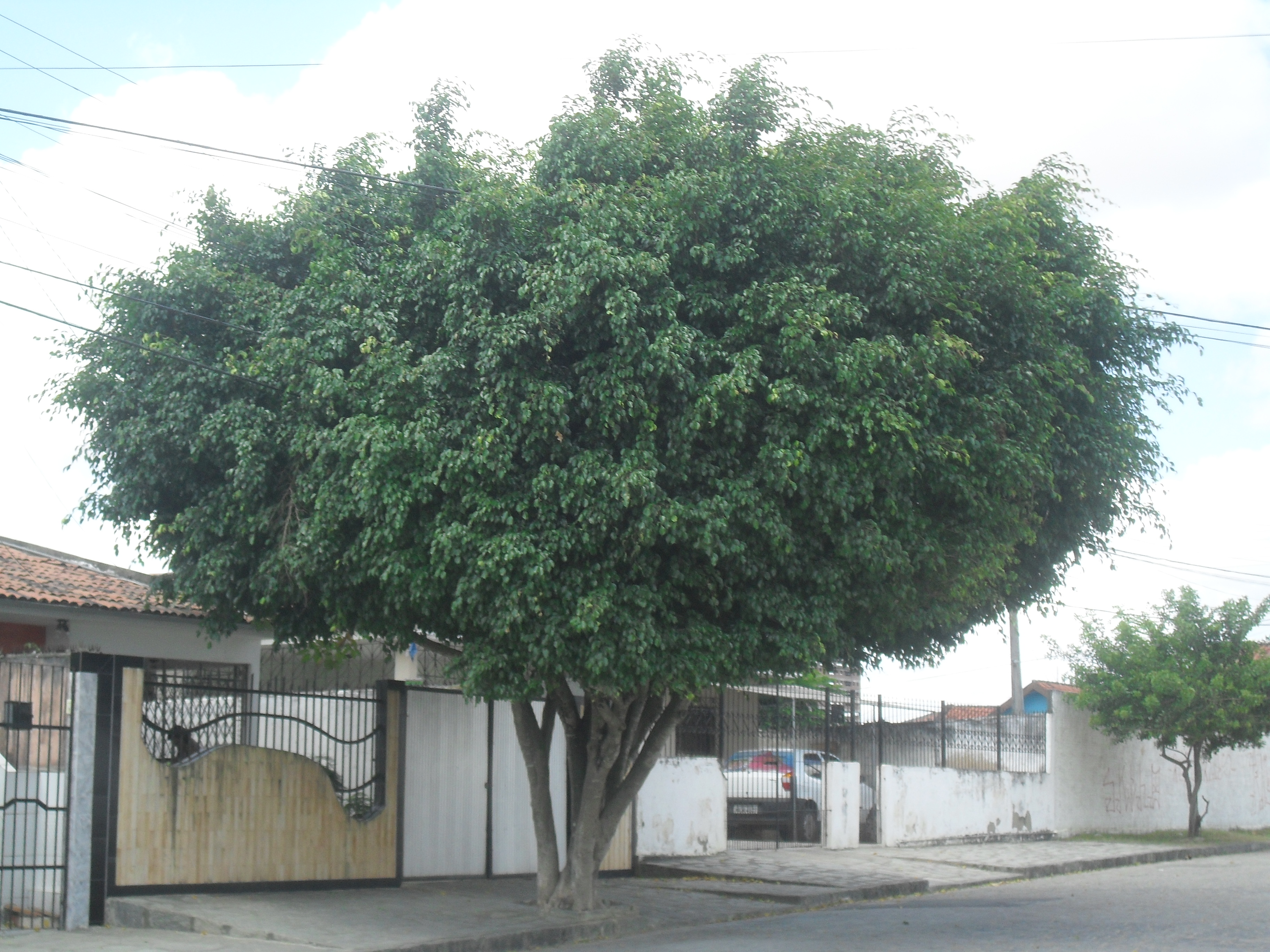